# Aeropuerto de Aratika Norte
El aeródromo de Aratika Norte (código AITA : RKA • código OACI : NTKK) es uno de los dos aeródromos presentes en el atolón de Aratika en el archipiélago de las Tuamotu en Polinesia Francesa. La pista fue abierta en noviembre de 2006.

## Compañías y destinos
- Air Tahiti (Tahití)